# Arnold Berliner
Pour les articles homonymes, voir Berliner.
Arnold Berliner, né le 26 décembre 1862 au manoir de Mittelneuland près de Neisse (Nysa) (en Pologne) et mort le 22 mars 1942 à Berlin (Allemagne), est un physicien allemand.

## Biographie
Arnold Berliner et l'éditeur de la revue mensuelle Die Naturwissenschaften (Les Sciences Naturelles) de 1913 à 1935, lorsqu'il en est empêché par le régime nazi car il est juif. Sept ans plus tard, à l'âge de quatre-vingts ans, sur le point d'être déporté, Berliner se suicide.